# جون فريزر (لاعب كرة قدم)
جون فريزر (19 ديسمبر 1881 بهاميلتون في كندا - 8 مايو 1959) هو لاعب كرة قدم كندي في مركز الوسط، شارك في الألعاب الأولمبية الصيفية 1904.

## وصلات خارجية
- جون فريزر على موقع أوليمبيديا (الإنجليزية)